# Eurytoma emarginata
Eurytoma emarginata är en stekelart som beskrevs av T.C. Narendran 1994. Eurytoma emarginata ingår i släktet Eurytoma och familjen kragglanssteklar. Inga underarter finns listade i Catalogue of Life.